# Bulla ampulla
Espèce
Bulla ampulla est une espèce de mollusques gastéropodes appartenant à la famille des Bullidae.

## Description
- Répartition : régions Indo-Pacifique.
- Longueur : 5 cm.

## Bibliogtaphie
: document utilisé comme source pour la rédaction de cet article.
- Arianna Fulvo et Roberto Nistri (2005). 350 coquillages du monde entier. Delachaux et Niestlé (Paris) : 256 p.  (ISBN 2-603-01374-2)